# Brenda K. Starr
Brenda K. Starr, właściwie Brenda Joy Kaplan (ur. 15 października 1966 w Nowym Jorku) – amerykańska piosenkarka muzyki salsa, latynoskiej i dance-popu, znana szerzej ze współpracy z Mariah Carey na początku jej kariery muzycznej. Była nominowana do nagrody Latin Grammy za album Temptation z 2002 roku. Jest córką Spiral Caretase, członkini grupy Harvey Kaye. Trzy jej single znalazły się w pierwszej pięćdziesiątce zestawienia Hot 100 tygodnika „Billboard”.

## Dyskografia solowa

### Albumy studyjne[1][4]
- 1985: I Want Your Love
- 1987: Brenda K. Starr
- 1991: By Heart
- 1997: Te Sigo Esperando
- 1998: No Lo Voy A Olvidar
- 2000: Petalos De Fuego
- 2002: Temptation
- 2005: Atrevete A Olvidarme